# 資金調達
資金調達（しきんちょうたつ、英: funding; financing）とは、事業に必要な資金（資本）を調達することをいう。

## 概説
資金調達といえば従来は「銀行から融資を受ける」ことが一般的だった。しかし近年では「クラウドファンディング」という新しい資金調達の方法が注目を集め、活発化している。たとえば日本では世界遺産の法隆寺を（後世にも残してゆくため）境内整備するための資金を調達するのにもクラウドファンディングが使われている。

## 分類、種類
まず、概説でも挙げた、クラウドファンディングという種類がある。
クラウドファンディング
（近年では、インターネットを使って）不特定多数の人々から少額ずつの資金を調達する仕組み。クラウドファンディングはさらにさまざまなタイプに分類することができる。

2006年に出版された『最新事業戦略と事業計画書がよーくわかる本』では、資金調達は、デット・ファイナンス、エクイティ・ファイナンス、アセット・ファイナンスに分けられる、と分類していた。
デット・ファイナンス
他人資本（借入金など）による資金調達の方法。貸借対照表の負債の部に対応しており元本の返済と金利の負担があるものをいう。
エクイティ・ファイナンス
自己資本を増やす増資、転換社債や従業員持株制度などによる資金調達の方法。貸借対照表の資本の部に対応するものをいう。
アセット・ファイナンス（オフバランス・ファイナンス）
資産売却や売掛債権の売却（ファクタリング）、債権の証券化などによる流動化による資金調達の方法。貸借対照表の資産の部に対応するものをいう。
"新しい" 調達手法
（「新しい」と言っても、すでに古い本ではあるが）2008年に出版された『資金調達 完璧マニュアル』では、中小企業でも活用できる新しい調達手法としては以下の方法もある、としていた。
- 私募債[5]　（private placement bond）
- コミットメントライン[5]
- シンジケートローン[5]
- 動産・債権等担保融資（ABL）[5]
- メザニンファイナンス（融資と出資の中間的な性質のもの）[5]　（en:mezzanine finance）
- 資産流動化による資金調達[5]
- 不動産流動化[5]
- 売掛債権・手形債権流動化[5]